# Reserva de la biósfera La Encrucijada
La Reserva de la Biósfera La Encrucijada es una reserva territorial situada en el sur de México en el estado de Chiapas. Se encuentra en el puente natural entre la región neártica y la neotropical por lo que tiene una amplia variedad biótica.
Los ecosistemas costeros tienen un papel protagónico en el mantenimiento de los ciclos ecológicos para mantener estándares altos de calidad para las aguas costeras, ya que los manglares son retenedores del suelo y bloqueadores de contaminantes como desechos orgánicos municipales, residuos industriales, desechos agrícolas y sustancias químicas de actividades agropecuarias. También convierten la materia orgánica en nutrimentos, lo que hace que este tipo de biomas tengan una productividad muy alta y sean hábitats muy ricos en flora y fauna. Existen numerosas  endémicas de la región, como el cucharero de Chiapas (Campylorhynchus chiapensis). Son muy importantes en el área la producción de las pesquerías costeras, los recursos naturales, y los bienes y servicios ambientales (Toledo, 1988).
Esta región tiene un gran impacto en aspectos tanto ecológicos como socioeconómicos de la región. La reserva ha sido muy relevante tanto para la protección y administración de recursos naturales como para promover la sostenibilidad en la costa de Chiapas.
En mayo de 1972 se estableció como Área Natural y Típica del Estado de Chiapas, identificado también como Tipo Ecológico Manglar Zapotón. El área de la superficie de la reserva cubría alrededor de 2500 hectáreas, sin embargo en la actualidad  la superficie de la reserva cubre 144,868 ha y está localizada en municipios como Villa Comaltitlán, Huixtla, Mazatán, Pijijiapan, Mapastepec y Acapetahua.
El litoral de la costa de Chiapas, de alrededor de 270 km sobre el océano Pacífico, contiene esteros y lagunas costeras que cubren 75.828 ha de superficie. Los sistemas de este tipo más sobresalientes son:
• Mar Muerto-La Joya-Buenavista
• Carretas- Pereyra
• Chantuto - Panzacola
Carretas y Chantuto se caracterizan principalmente porque ser abundantes en pantanos de tulares y popales, selvas medianas y bajas, así como manglares complejos y compactos.
La Reserva de la Biosfera La Encrucijada tiene su punto de aparición justo en este sitio, una de las regiones de humedales más variada y productiva de México y considerada como uno de los Humedales de Importancia Internacional (Ramsar).

## Historia
Durante una campaña de excavaciones en el subsuelo de los municipios de Acapetahua, Mapastepec, Huixtla y Mazatán se encontraron diversos artículos que demuestran que hubo asentamientos precolombinos en la región. Al analizarlos se encontraron montículos de material compactado que se infiere que eran utilizados como centros ceremoniales.
Los Conchales son áreas de esta región que recibieron ese nombre por haberse encontrado numerosos grupos de conchas de moluscos recolectadas por  pescadores-recolectores aproximadamente en el año 3500 a. C., así mismo se han hallado artículos como cerámica, piedras, huesos entre otros materiales del periodo entre 3000-1750 a. C. y 1750-1650 a. C. en un lugar llamado Chantuto que ocupa el segundo lugar más antiguo para Chiapas y Mesoamérica.
La etnia Mame perteneciente a la familia Maya Quiché de la que se desprendieron grupos que fueron los primeros habitantes de la zona. Posteriormente, a finales del siglo XV, se establecen frentes militares y el comercio del cacao por tribus Aztecas.

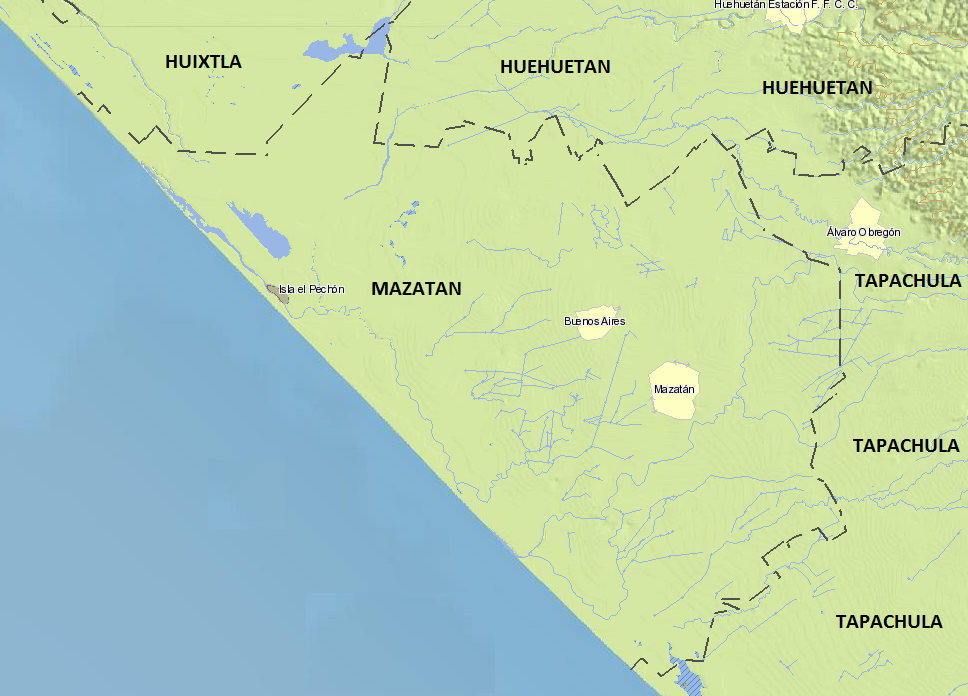
Medio físico de Mazatán

## Geografía
La Encrucijada está ubicada en el sur del estado de Chiapas, en la Llanura Costera del Pacífico. Se extiende entre 14° 43’ y 15° 40’ latitud norte y 92° 26’ y 93° 20’ longitud oeste. 
Tiene una superficie territorial de 144,868-15-87.5 hectáreas, de las cuales La Encrucijada y Palmarcito que son zonas núcleo ocupan 36,216-42-50 hectáreas y las otras 108,651-73-37.5 hectáreas las ocupa la zona de amortiguamiento (Diario Oficial de la Federación, 5 de junio de 1995).
Algunos municipios que incluye la Encrucijada son los de Pijijiapan, Mapastepec, Acapetahua, Huixtla, Villa Comaltitlán y Mazatán.
Las zonas económicas más importantes de esta reserva territorial son: la Istmo Costa y la Soconusco.
Por el norte la delimita la comunidad de Chocohuital en Pijijiapan y por la parte sur la comunidad de Barra San Simón en Mazatán.
No obstante se encuentra influenciada por las cuencas media y alta, o la zona del parteaguas tomando como límites municipales: Pijijiapan, Mapastepec, Acacoyahua, Escuintla, Huixtla, Tuzantán, Huehuetán, y Tapachula.

## Fisiografía y topografía
Con una extensión de aproximadamente 260 km de longitud la región fisiográfica de la Llanura Costera del Pacífico se encuentra paralela al litoral, empezando por la Laguna del Mar Muerto en Oaxaca y terminando en el Río Suchiate en la frontera con Guatemala.
Cuenta con un ancho de 15 km en el noroeste, 35 km en el sureste y una pendiente de 1 m/km (García, J. M. 1970).
El material detrítico  aportado superficialmente a la formación de la planicie costera,  se origina generalmente por la erosión de la Sierra Madre de Chiapas.
Los numerosos ríos y arroyos de esta región debido a que existe un declive con dirección al suroeste corren de noreste a suroeste, y su desembocadura está generalmente  en una zona de lagunas costeras o esteros comunicados con el océano (Müllerried, 1957).

## Ecosistemas
Una de las cosas más importantes de esta reserva son los manglares (ecosistemas en peligro de extinción) con alrededor de 30 metros de altura, los más substanciosos y desarrollados del trópico septentrional. Cuenta además con vegetación subacuática, vegetación de dunas costeras y palmerales, selva subperennifolia, popal, tular, selva caducifolia, zapotonal y vegetación flotante, así mismo alberga a diversas especies de tortugas marinas como la tortuga laúd (Dermochelys coriacea), tortuga verde (Chelonia mydas), carey (Eretmochelys imbricada), golfita (Lepidochelys olivacea) y de agua dulce son: crucilla o cruzalluchi (Staurotypus salvinii), sabanera (Rhinochlemys pulcherrima), negra (Pseudemys grayi), casquito amarillo (Kinosternon scorpioides) (INE-SEMARNAP, 1999).

## Geología y geomorfología
Oaxaca y Chiapas forman parte de la zona costera Pacífico sur que es parte de una colisión continental (Toledo, 1994).
La Trinchera mesoamericana y la Sierra Madre enmarcan la zona y entre ellas se delimitaron las cuencas de drenaje, se definió la dirección de los ríos, la velocidad y aceleración de procesos erosivos y depósitos sedimentarios (Carranza, 1980).
Existen depósitos superficiales del Cuaternario y Plioceno con orígenes terrestres, fluviales y lacustres, que en su parte inferior contienen rocas como esquistos cristalinos y metamórficos de los periodos Precámbrico y cierta porción del Paleozoico (Müllerried, 1957).

## Edafología
La zona costera de esta región presenta suelos color marrón oscuro tendiendo a ser negros, de texturas muy finas y muy profundo, por la otra parte en los manglares los suelos presentan una tendencia arcillosa, lodosa; esto forma depósitos que se convierten en el hábitat de moluscos fosilizados y materia orgánica en proceso de descomposición, y esto origina el aroma característico del lugar.

## Hidrografía

Suchiate hidrografía

Esta reserva está conformada por una serie hidrográfica muy completa que facilita el intercambio de aguas marinas y continentales contiene ríos, lagunas, costeras, esteros, canales y bocabarras.
Perteneciendo a la región hidrológica 23(CNA), la encrucijada cuenta con un potencial sistema fluvial integrado por ríos con un promedio de curso de 45 km, influenciados principalmente por las lluvias de temporada y esto hace que su volumen varíe a lo largo del año, en algunas épocas del año llega a la sequedad absoluta.
Las características principales de este tipo de ríos son pendientes muy marcadas, cauce minimizado, lechos pedregosos y poca profundidad, sin embargo en la parte del final la zona de empedrado desaparece, la pendiente se vuelve pequeña y por  consiguiente arrastra sedimentos.
Su hidrografía la componen 17 corrientes algunos nombres son Comaltitlán, Coapa, Urbina, Piji- jiapan, Huixtla, Cintalapa, Margaritas, Novillero, San Nicolás, Cacaluta y Sesecapa, también está rodeada de arroyos secundarios y terciarios de agua dulce, lagunas como Panzacola, Los Cerritos, Buenavista, Carretas, Pereyra, Teculapa, El Campón, Chantuto y San Fernando, así como esteros como Palo Blanco, Las Brujas, Santiago, Chocohuital, Hueyate, Palo Ga- cho, Salitral, Pampa Honda, Castaño, El Coco, La Bolsa, La Barrito y Palmarcito. (INEGI, 1988).
Según CNA únicamente  Vado Ancho, Coatán y Pijijiapan con un ICA entre 50-70 tienen un nivel de contaminación mayor a los estándares de Calidad de agua (ICA) permitidos, por lo tanto la mayor parte de los cursos de agua son aceptables.
El origen principal de la contaminación en las corrientes de agua se debe a la producción agroquímica y de una forma moderada los desechos orgánicos de las ciudades.
Carretas Pereyra y Chantuto Panzacola se encuentran en la región y están considerados entre los tres grandes sistemas lagunares costeros de Chiapas.
La concentración de sales entre agua dulce y marina varía debido a la heterogeneidad tanto física como biótica de la región y cambia alrededor de 10 a 25 ppm(Ocampo, M. y A. Flores, 1995)  y esto produce un excelente ecosistema hidrológico para el desarrollo de organismos estuarinos (Contreras, et al.,1997).

## Flora y Fauna
De acuerdo al Sistema Nacional de Información sobre Biodiversidad de la Comisión Nacional para el Conocimiento y Uso de la Biodiversidad (CONABIO) en la Reserva de la Biosfera La Encrucijada habitan más de 910 especies de plantas y animales de las cuales 110 se encuentra dentro de alguna categoría de riesgo de la Norma Oficial Mexicana NOM-059  y 21 son exóticas,

## Flora
Existen 329 especies pertenecientes a 86 familias según el Inventario Preliminar de Flora de la Reserva realizado por el Instituto de Historia Natural.
| Especies                       |
| ------------------------------ |
| Zapotonal*                     |
| Manglar (La talla)             |
| Popal                          |
| Tular                          |
| Selva mediana subperennifolia  |
| Selva baja caducifolia         |
| Vegetación flotante            |
| Vegetación subacuática         |
| Vegetación de dunas costeras   |
| Vegetación de dunas palmarales |
| Reductos de selva mediana      |

- Única en Mesoamérica

## Fauna

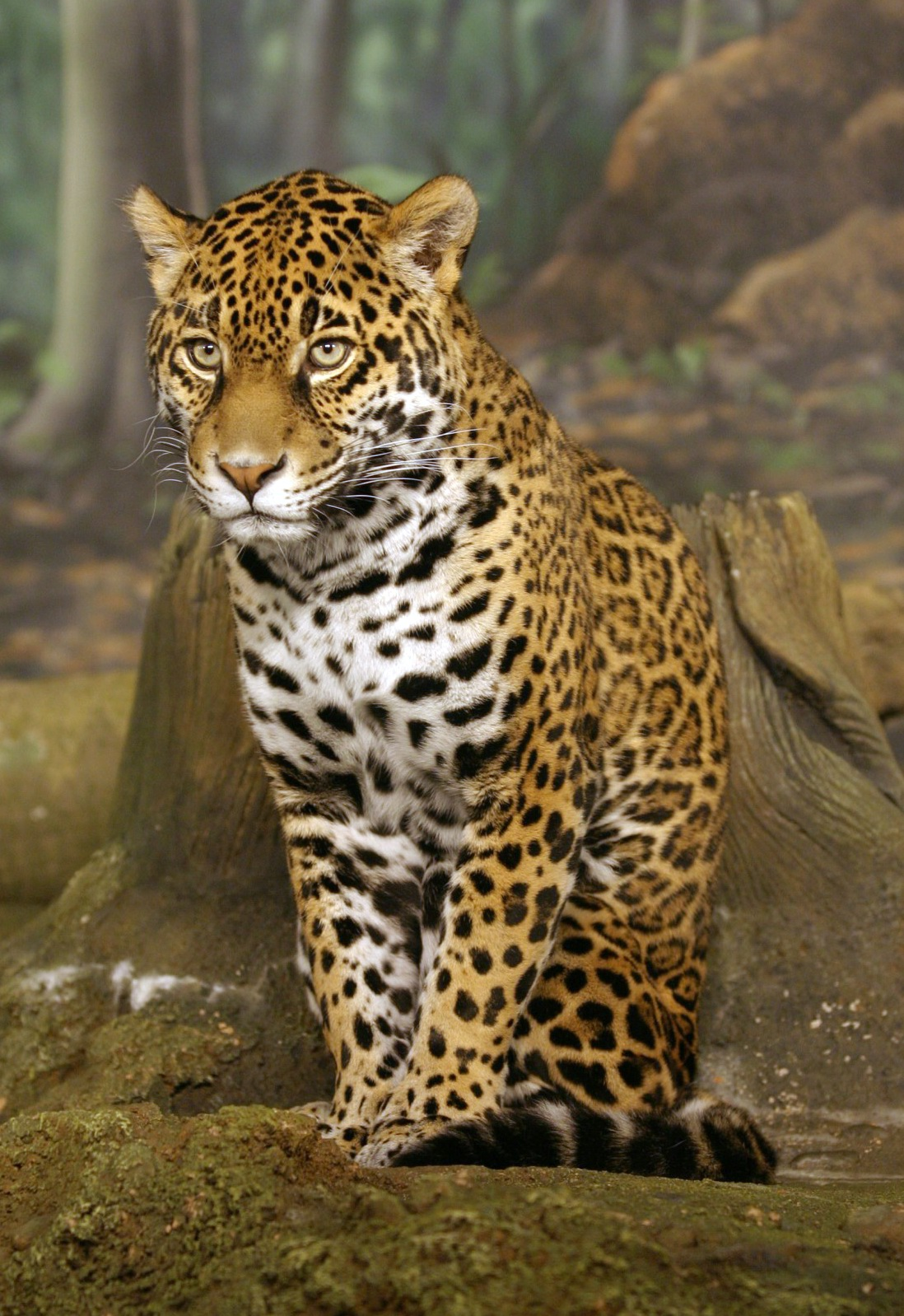
Jaguar

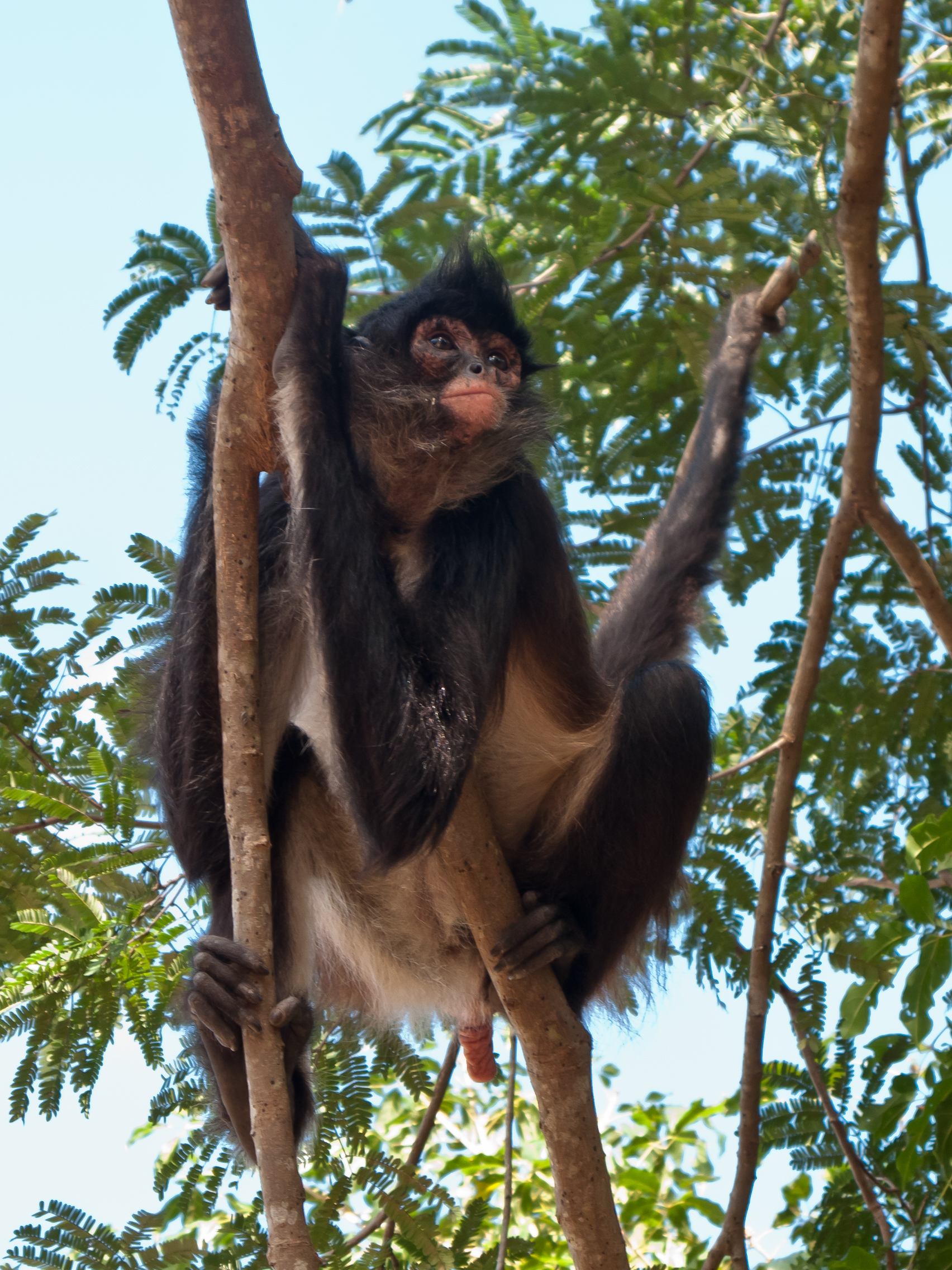
Mono araña

La única ave endémica para el estado es Campylorhynchus chiapensis
. La reserva cuenta con especies endémica raras, amenazadas o en peligro de extinción como:
- 73 especies de mamíferos
- más de 300 especies de aves entre residentes y migratorias
- 13 especies de anfibios
- 20 especies de invertebrados
- 42 especies de reptiles.

| Especies principales     |
| ------------------------ |
| Peje lagarto             |
| Cocodrilo de río         |
| Caimán                   |
| Garza cándida            |
| Ibis blanco              |
| Pato de alas blancas     |
| Loro cabeza amarilla     |
| Cigüeñón                 |
| Gavilán conchero         |
| Gavilán gris             |
| Gavilán caracolero       |
| Halcón peregrino         |
| Águila pescadora         |
| Águila cangrejera        |
| Jaguar                   |
| Ocelote                  |
| Mono araña               |
| Oso hormiguero           |
| Tlacuache cuatro ojos    |
| Tlacuache viejo de monte |
| Matraca chupahuevo*      |

## Especies Endémicas
Zacatonero Itsmeño (Peucaea sumichrasti), Colibrí berilo (Amazilia berillyna), Colibrí Frente Verde (Amazilia viridifrons), Matraca chiapaneca (Campylorhynchus chiapensis), Puercoespín Tropical (Coendou mexicanus), Iguana Espinosa Mexicana (Ctenosaura pectinata), Papamoscas Mexicano (Deltarhynchus flammulatus), Granatelo Mexicano (Granatellus venustus), Chachalaca Pálida (Ortalis poliocephala), Colorín Azulrosa (Passerina rositae), Lagaria-Escamosa Castaño (Sceloporus siniferus), Coa citrina (Trogon citreolus), Casquito de Sonora (Kinosternon sonoriense), Miotis canelo (Myotis fortidens).

## Clima
| Parámetros climáticos promedio de | Parámetros climáticos promedio de | Parámetros climáticos promedio de | Parámetros climáticos promedio de | Parámetros climáticos promedio de | Parámetros climáticos promedio de | Parámetros climáticos promedio de | Parámetros climáticos promedio de | Parámetros climáticos promedio de | Parámetros climáticos promedio de | Parámetros climáticos promedio de | Parámetros climáticos promedio de | Parámetros climáticos promedio de | Parámetros climáticos promedio de |
| Mes                               | Ene.                              | Feb.                              | Mar.                              | Abr.                              | May.                              | Jun.                              | Jul.                              | Ago.                              | Sep.                              | Oct.                              | Nov.                              | Dic.                              | Anual                             |
| --------------------------------- | --------------------------------- | --------------------------------- | --------------------------------- | --------------------------------- | --------------------------------- | --------------------------------- | --------------------------------- | --------------------------------- | --------------------------------- | --------------------------------- | --------------------------------- | --------------------------------- | --------------------------------- |
| [cita requerida]                  |                                   |                                   |                                   |                                   |                                   |                                   |                                   |                                   |                                   |                                   |                                   |                                   |                                   |

Suchiate clima

La región costera se caracteriza por un clima tipo Am  (w)  este es cálido-húmedo,  y durante el verano presenta abundantes lluvias.
La precipitación cuenta con límites máximo y mínimo de 3000 mm y 2500 mm respectivamente dosificados entre alrededor de 100 y 200 lluvias que se presentan en el año y también depende de la localización geográfica, puesto que cuando la latitud disminuye es porque la altura es mayor, es decir hacia la sierra crece y hacia la costa es menor.
La precipitación pluvial anual máxima es alrededor de 3000mm y la anual mínima es de 1300mm. (Estación climatológica IHN- La Concepción)
En el mayo se marca la pauta para el inicio de temporada de lluvias y generalmente dura hasta noviembre, sin embargo entre julio y agosto, se presenta la famosa sequía intraestival, los demás meses puede presentar ya sea clima seco o en febrero y marzo lluvias ocasionales.
La temperatura promedio durante todo el año es mayor a 22 °C (García, 1973).
Los habitantes de esta región asignaron el nombre de invierno a la temporada de lluvias y verano a la estación seca.

## Valor ambiental y servicios ecosistémicos
La Encrucijada ofrece diferentes servicios ecosistémicos: captura y almacenamiento de carbono, regulación hídrica, control de inundaciones, provisión de alimentos y hábitat para especies endémicas y migratorias. También cumple con un papel importante en la mitigación del cambio climático, ya que los manglares almacenan grandes cantidades de carbono. 
Además de que es una zona de importancia económica, es un área de las más productivas del litoral chiapaneco en términos de agricultura pesquera, al ser un sitio de reproducción y crianza de diversas especies.

## Población y actividades humanas
Dentro de la reserva habitan aproximadamente 29,000 personas en 29 localidades. Las actividades principales son la pesca artesanal, la agricultura de subsistencia, la ganadería extensiva, recolección de productos forestales y, en menos medida el ecoturismo.
El manejo de los recursos naturales representa un reto, ya que muchas comunidades dependen directamente de esta zona. Por esta razón, se han implementado proyectos de desarrollo sustentable, educación ambiental y manejo participativo, esto con la finalidad de poder lograr un equilibrio entre la conservación del área natural protegida y el bienestar de las poblaciones locales.

## Amenazas y desafíos
Las principales amenazas a la reserva son la deforestación, el cambio de uso de suelo, la sobreexplotación de recursos pesqueros, la contaminación por agroquímicos y el desarrolló de infraestructura sin un ordenamiento ambiental. El cambio climático representa un alto riesgo, debido a la elevación del nivel del mar y las alteraciones en los ciclos de lluvias.
Las actividades a gran escala como las ganaderas y agrícolas han resultado ser problemáticas, debido al drenaje de los humedales y manglares para uso agropecuario, lo que pone en riesgo los ecosistemas costeros.  

## Conservación y gestión
La Comisión Nacional de Áreas Naturales Protegidas (CONANP) es la autoridad encargada del manejo de la reserva, la cual cuenta con un Programa de Conservación y Manejo (2021) que establece objetivos, estrategias y acciones prioritarias para la conservación del territorio. Este programa se basa en criterios de participación comunitaria, restauración ecológica, monitoreo de la biodiversidad y fortalecimiento institucional.
Además, organismos como la CONABIO y universidades han desarrollado investigaciones científicas que fortalecen la toma de decisiones para su conservación. La reserva forma parte de la Red Mundial de Reservas de la Biosfera del Programa MAB (El Hombre y la Biosfera) de la UNESCO.

## Proyectos de investigación y monitoreo
En la reserva se desarrollan múltiples proyectos de investigación científica, monitoreo participativo de especies clave (como cocodrilos, aves acuáticas y murciélagos), así como inventarios florísticos y faunísticos. Plataformas como iNuturalist México han contribuido a documentar la biodiversidad local con participación ciudadana.